# Aeroporto di Rževka
L'aeroporto di San Pietroburgo-Rževka è un aeroporto situato a 15 km ad est di San Pietroburgo, in Russia europea.

## Storia
L'aeroporto è stato abbandonato all'inizio del 2007 e attualmente la pista è utilizzata come parcheggio per un rivenditore della General Motors.